# Народа
На́рода — река в Берёзовском районе Ханты-Мансийского автономного округа России. Устье реки находится в 26 км от устья реки Манья по левому берегу. Длина реки составляет 140 км, площадь водосборного бассейна — 1500 км².

## Притоки
| Расстояние от устья, км | Название        | Длина, км | Сторона впадения |
| ----------------------- | --------------- | --------- | ---------------- |
| 13                      | Лонгла          | 32        | ← правый         |
| 43                      | Лемпуаю         | 23        | ← правый         |
| 57                      | Вангуляншор     | 16        | ← правый         |
| 65                      | Омрасьшор       | 12        | левый →          |
| 76                      | Рудашор         | 11        | ← правый         |
| 79                      | Малая Яптояха   | 19        | левый →          |
| 80                      | Большая Яптояха | 17        | левый →          |
| 85                      | Салеяха         | 13        | ← правый         |
| 99                      | Маньсараншор    | 13        | левый →          |

## Данные водного реестра
По данным государственного водного реестра России относится к Нижнеобскому бассейновому округу, водохозяйственный участок реки — Северная Сосьва, речной подбассейн реки — Северная Сосьва. Речной бассейн реки — (Нижняя) Обь от впадения Иртыша.
По данным геоинформационной системы водохозяйственного районирования территории РФ, подготовленной Федеральным агентством водных ресурсов.